# Artemísion
Artemision (starořecky Ἀρτεμίσιον) nebo  Artemisium je mys v severní části ostrova Euboia v Řecku. Asi 6 km od mysu na jihozápad se nachází vesnice Agriovotano. Nachází se zde ruiny Artemidina chrámu, po kterém byl mys pojmenován.

## Historie
V úžině mezi mysem a protilehlou thessalskou pevninou svedli Řekové v roce 480 př. n. l. nerozhodnou bitvu s perským loďstvem. Odehrála se současně s bitvou u Thermopyl při druhé perské invazi do Řecka.
V moři nedaleko odtud byla v roce 1926 objevena bronzová socha bradatého muže, Poseidona nebo Dia, společně s fragmenty dalších starořeckých skulptur, například bronzovou sochou dostihového koně se žokejem. V roce 1928 se jí podařilo vykopat a dostat na břeh. Byla pravděpodobně na palubě ztroskotané lodi, která se zde potopila někdy v polovině 2. století př. n. l. Bohužel z vraku prakticky nic nezbylo a pravděpodobně byl již ve starověku vypleněn.
- Poseidon od mysu Artemision, bronzová starověká řecká socha, byla vytvořena v letech 480–300 př. n. l. Je vysoká 209 cm a znázorňuje Dia nebo Poseidona v bojovém postavení. Debata o tom, zda socha představuje Poseidona nebo Dia, nebude asi nikdy vyřešena. Socha totiž nedrží v ruce blesk jako znak Dia, ani trojzubec jako znak Poseidona. Tyto atributy byly ztraceny. Přesto je socha velmi elegantní a vyvážená, postava je ztělesněním krásy, kontroly a síly. Socha je nyní vystavena v Národním archeologickém muzeu v Athénách.
- Jezdec od mysu Artemision je bronzová socha dostihového koně a jeho žokeje. Jezdecká socha je přibližně v životní velikosti s délkou 2,9 m. Znázorňuje malého chlapce asi 84 cm vysokého ve věku 10 let na dostihovém koni. Je vzácným příkladem starověkého řeckého sochařství. Pravděpodobně byla vytvořena na počest vítězství v koňských dostizích pro nějakou bohatou osobu. Archeologové se domnívají, že pochází z Korintu, který byl v roce 146 př. n. l. vypleněn. Socha je nyní vystavena v Národním archeologickém muzeu v Aténách.

## Galerie

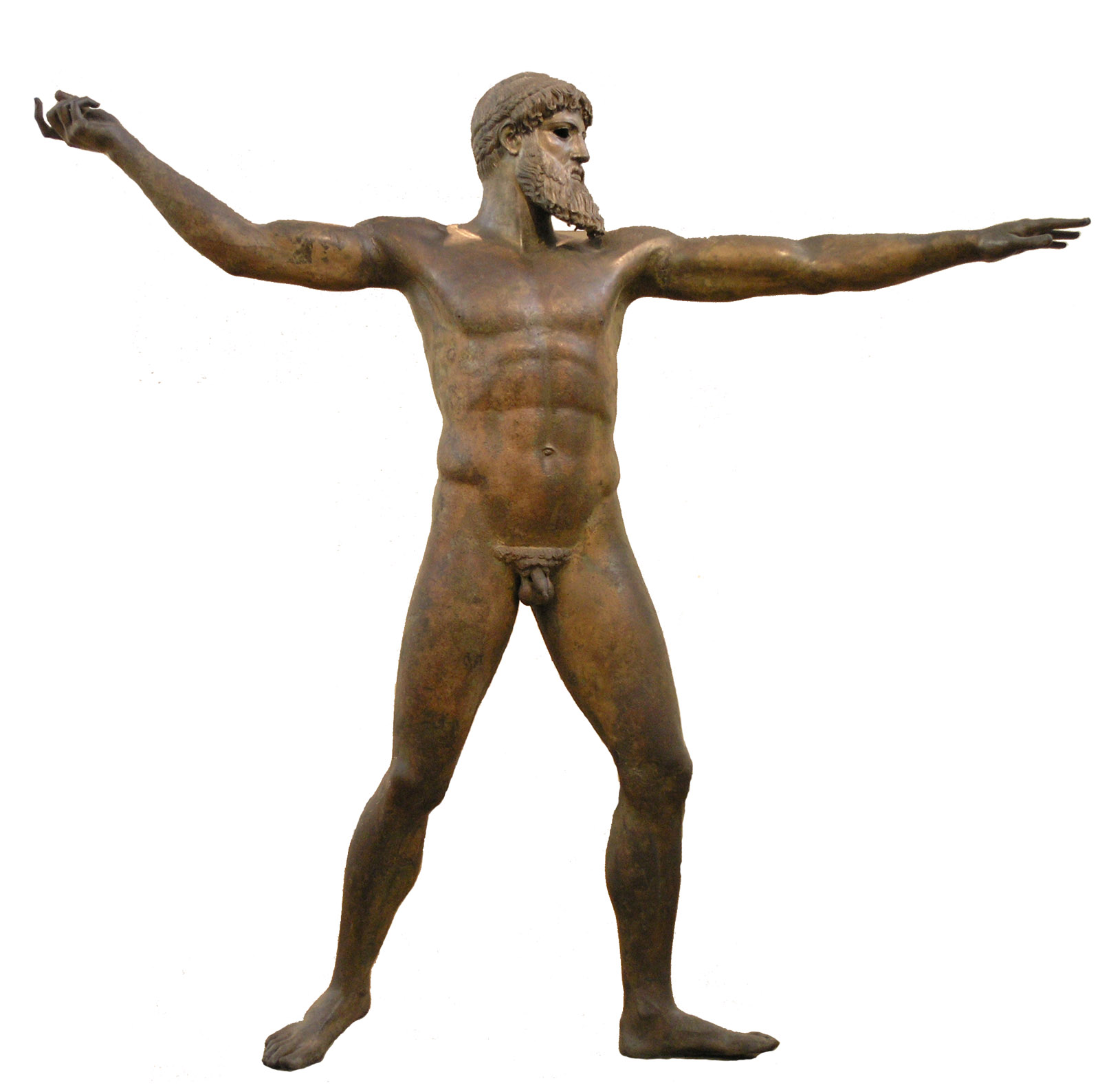
Poseidon od mysu Artemision
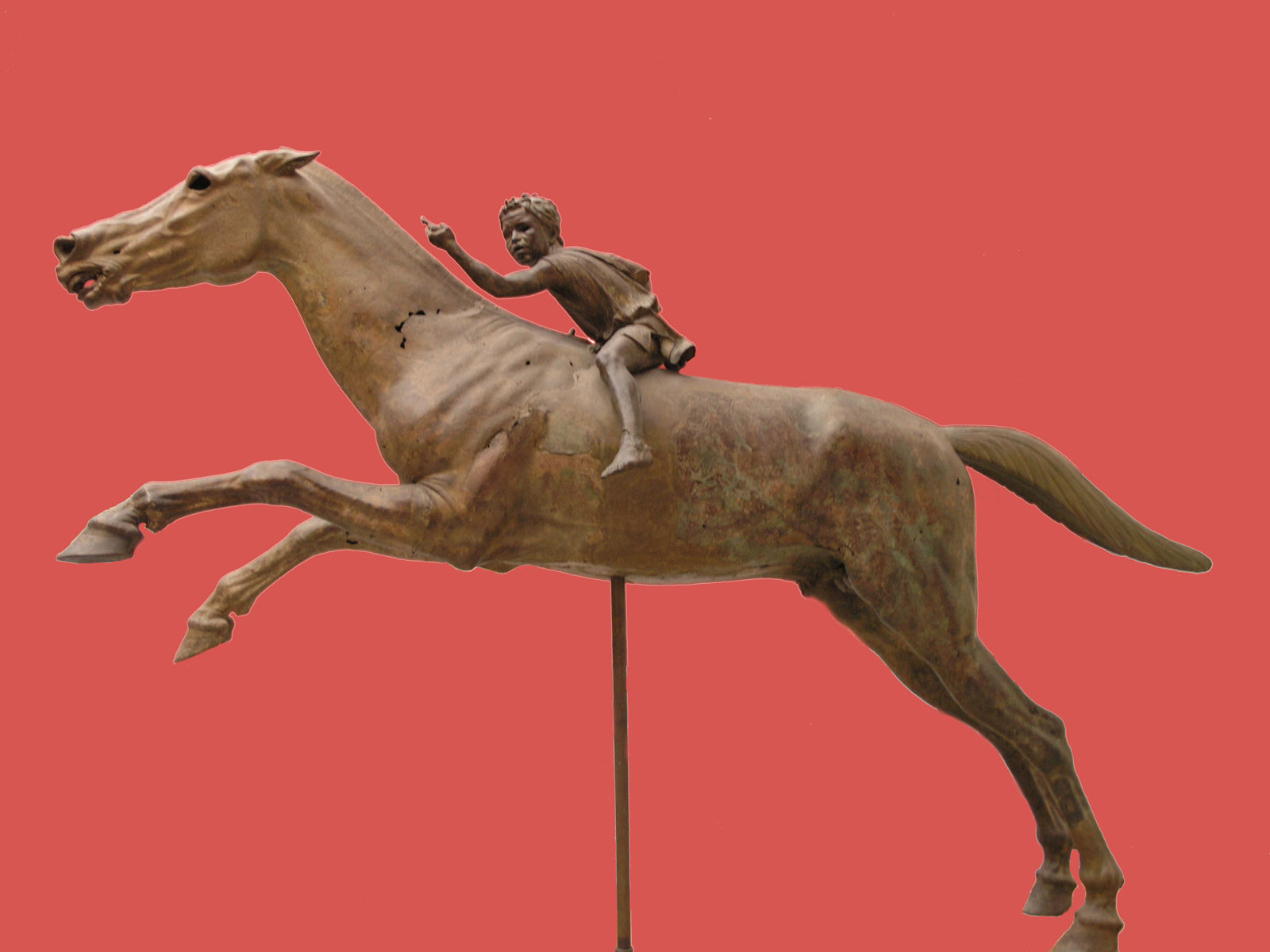
Jezdec od mysu Artemision